# 로베르토 디 돈나
로베르토 디 돈나(이탈리아어: Roberto Di Donna, 1968년 9월 8일~)는 이탈리아의 사격 선수로 주 종목은 권총이다. 1996년 하계 올림픽에서 10m 공기권총 금메달, 50m 권총 동메달을 획득했다.

## 같이 보기
- ISSF 월드컵